# Millheim, Pennsylvania
Millheim là một thị trấn thuộc quận Centre, tiểu bang Pennsylvania, Hoa Kỳ. Năm 2010, dân số của thị trấn này là 904 người.